# António de Spínola
António Sebastião Ribeiro de Spínola (ur. 11 kwietnia 1910 w Estremoz, zm. 13 sierpnia 1996 w Lizbonie) – portugalski wojskowy, polityk, prezydent kraju.

## Życiorys
W kwietniu 1974 generał António de Spínola stanął na czele wojskowego rządu tymczasowego podczas tzw. rewolucji goździków i do września 1974 był przewodniczącym Komitetu Ocalenia Narodowego oraz prezydentem. Był przeciwny wzrostowi wpływów lewicy. W latach 1975–1976 przebywał na emigracji. W 1981 został awansowany do stopnia marszałka Portugalskich Sił Zbrojnych.

## Odznaczenia
Z racji pełnienia urzędu prezydenta (ex officio) wielki mistrz orderów portugalskich:
- 1974 – Wstęga Trzech Orderów
- 1974 – Wstęga Dwóch Orderów
- 1974 – Order Wojskowy Wieży i Miecza
- 1974 – Order Wojskowy Chrystusa
- 1974 – Order Wojskowy Avis
- 1974 – Order Wojskowy Świętego Jakuba od Miecza
- 1974 – Order Imperium
- 1974 – Order Infanta Henryka
- 1974 – Order Edukacji Publicznej

Pozostałe odznaczenia:
- 1945 – Wielki Oficer Orderu Wojskowego Chrystusa[4]
- 1948 – Oficer Orderu Wojskowego Avis[4]
- 1959 – Komandor Orderu Wojskowego Avis[4]
- 1973 – Wielki Oficer Orderu Wojskowego Wieży i Miecza[4]
- 1987 – Krzyż Wielki Orderu Wojskowego Wieży i Miecza[4]
- 1989 – Krzyż Wielki Orderu Izabeli Katolickiej (Hiszpania)[4]
- Order Zasługi Wojskowej I klasy z odznaką białą (Hiszpania)[5]
- Srebrny Medal Waleczności Wojskowej[5]
- Złoty Medal Waleczności Wojskowej[5]
- Srebrny Medal za Wybitną Służbę[5]
- Medal Zasługi Wojskowej II klasy[5]
- Medal Zasługi Wojskowej III klasy[5]
- Złoty Medal Przykładnego Prowadzenia[5]
- Medal Pamiątkowy Kampanii w Angoli[5]
- Medal Pamiątkowy Kampanii w Gwinei[5]